# SV Golden Horizon
SV Golden Horizon – pięciomasztowy pasażerski wycieczkowiec żaglowy, otaklowany jako bark, którego kadłub zbudowano w stoczni Brodosplit w Splicie. Jest największym żaglowcem na świecie.

## Opis i konstrukcja
Statek o długości 162,22 m i łącznej powierzchni żagli 6347 m², którego konstrukcja była wzorowana na zbudowanym w 1911 w stoczni La Gironde w Bordeaux statku żaglowym „France II”, w tamtym okresie największym żaglowcem w historii. Projektantem kadłuba, ożaglowania i takielunku jest inżynier Zygmunt Choreń, zwany „ojcem żaglowców”.
Kadłub o konstrukcji stalowej, pokład pokryty drewnem tekowym, główny napęd żaglowy jest wspomagany dwoma silnikami elektrycznymi. Zasięg jednostki miał wynieść 2000 mil morskich, statek miał być przeznaczony do żeglugi po wszystkich akwenach globu, a konstrukcja kadłuba odporna na działanie lodu umożliwiać pływanie również po wodach arktycznych. Przewidywana osiągana prędkość na żaglach w sprzyjających warunkach miała wynieść 20 węzłów, a z napędem mechanicznym ok. 16 węzłów.
Jednostka o przeznaczeniu turystycznym i rekreacyjnym, na 4 pokładach miała pomieścić 139 członków załogi w 74 kabinach oraz 300 pasażerów w 150 kabinach (w tym 34 z balkonami i 4 apartamenty). Do dyspozycji pasażerów miały być m.in. cztery bary, trzy baseny, jadalnia, spa, biblioteka i platformy sportów wodnych. Ponadto pasażerowie będą mogli korzystać z dwóch basenów z przeszklonym dnem, a kiedy jednostka będzie zakotwiczona, również ze specjalnego pomostu dla nurków i osób uprawiających inne sporty wodne.
Budowę statku rozpoczęto w 2015 w stoczni Brodosplit w Splicie na zlecenie armatora, którym było założone przez szwedzkiego żeglarza Michaela Krafta przedsiębiorstwo Star Clippers z Monako, operujące flotą trzech innych dużych żaglowców wycieczkowych: Royal Clipper, Star Clipper i Star Flyer. Miał on dołączyć do floty pod nazwą Flying Clipper.
Po dwóch latach budowy kadłub zwodowany został 10 czerwca 2017. Ukończenie jednostki było planowane na 2017, a oddanie do eksploatacji w 2018, jednakże terminy te uległy opóźnieniu. Ze względu na wzajemne oskarżenia przez obie strony o niedotrzymanie terminów oraz warunków kontraktu, umowa pomiędzy stronami została rozwiązana, a wybudowany statek pozostał własnością stoczni, która oddała go w czarter brytyjskiej firmie Tradewind Voyages, która od maja 2021 miała zamiar rozpocząć komercyjną eksploatację żaglowca pod nową nazwą Golden Horizon.